# Liste von Höhlen in Asien
Dieser Artikel listet Höhlen in Asien auf.

## China
- Baishui Dong
- Chu Yan (Xiniu) Dong
- Duobing Dong
- Er Wang Dong[1]
- Feihu Dong
- Jiangzhou Dongxuexitong; Fengshan[2]
- Lingshandong
- Mawandong
- Pixiao Dong
- San Wang Dong
- Shuanghedong
- Teng Long Dong; Lichuan
- Tianxing Dongxuexitong (Qi Keng Dong)

## Georgien
- Werjowkina, Abchasien
- Woronja-Höhle, Abchasien

## Indien
- Krem Kot Sati
- Krem Liat Prah

## Iran
- Ghar-e-Roodafshan
- Ghar-e-Bournic

## Japan
- Akkado

## Laos
- Tham Kong Lo

## Libanon
- Jeita-Grotte

## Malaysia
- Benarat Caverns – Moon Cave System
- Cloud Cave – Cobra Cave – Bridge System
- Green Cathedral – Turtle Cave System
- Gua Air Jernih
- Iubang Sarang Laba-Laba (Cobweb Cave System) bei Mulu
- Sarawak-Kammer
- Terikan System (Rising, East, West)

## Oman
- Madschlis al-Dschinn-Höhle, bei Umq
- Tawi Attair-Doline, bei Mirbat

## Osttimor
- Acitaukuru
- Aleti Tunu Bibi auf Atauro

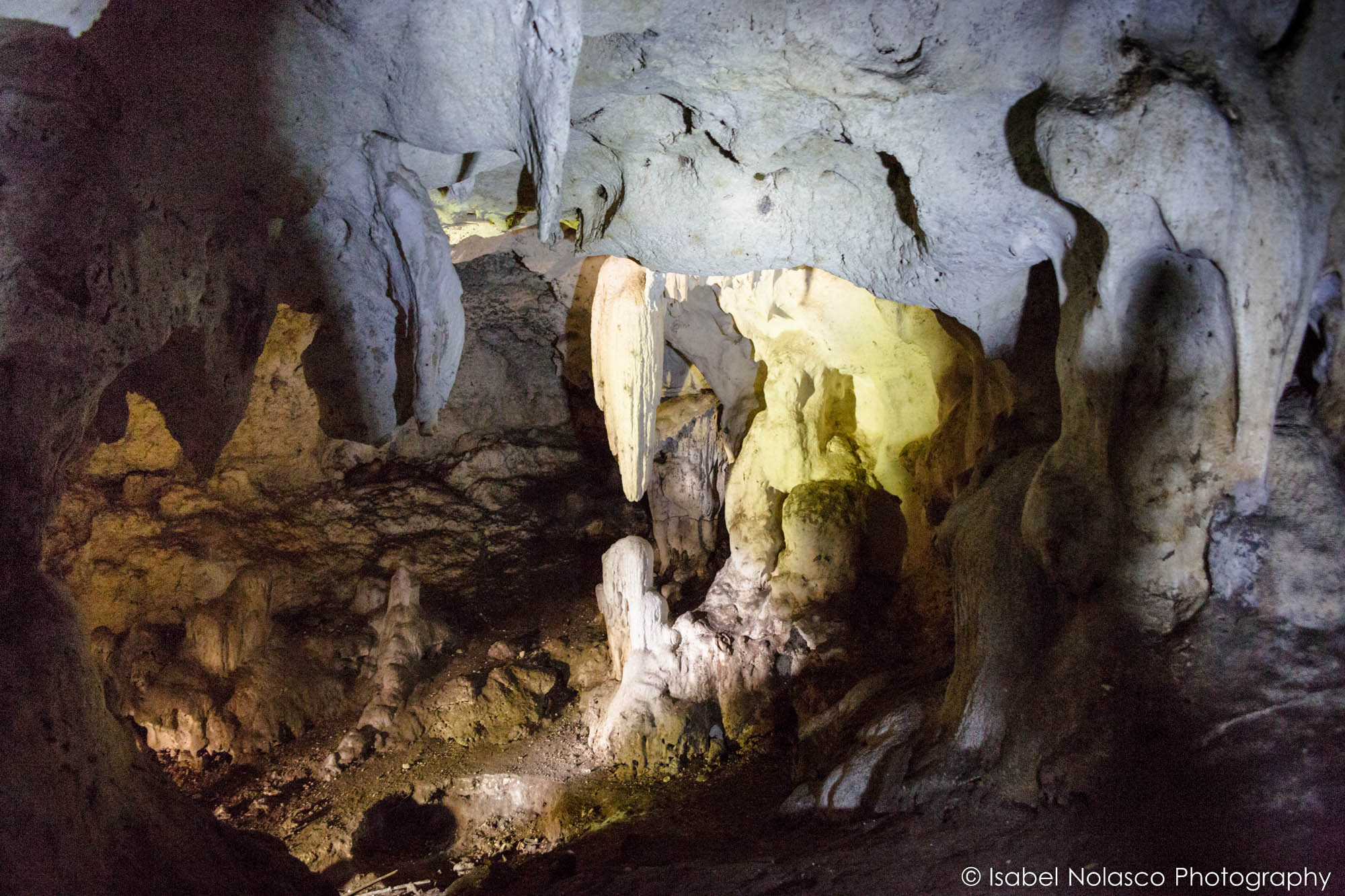
Die Balibo-Höhle

- Bakua, Osttimors bisher längste und tiefste bekannte Höhle des Landes
- Biribui
- Duanele (auch Balibo-Höhle)
- Hatu Wakik, Manatuto
- Ile Kére Kére
- Jerimalai
- Kaisahe, in Ossu
- Laili, in Gariuai
- Lene Hara
- Lene Kici, eine Reihe von Höhlen nahe Tutuala
- Lenetulu, Ponor in Tutuala
- Lepu Kina, bei Arlo (Atauro)
- Lie Baai, auf dem Baucau-Plateau
- Lie Kere, auf dem Baucau-Plateau
- Lie Kere 2, auf dem Baucau-Plateau
- Lie Siri, auf dem Baucau-Plateau
- Lilawy
- Lilawehú, nahe Karavela, Gemeinde Baucau
- Lunaha Mana, in Ossu
- Matja Kuru
- Niki Uma, in Dilor
- Gruta Morutau
- Puropoko
- Uai Bobo
- Wai-lia-bere
- Wai-lia-mata

## Russland
- Botowskaja-Höhle, Oblast Irkutsk
- Denissowa-Höhle, Republik Altai
- Große Oreschnaja-Höhle, Region Krasnojarsk
- Okladnikow-Höhle, Republik Altai
- Tschagyrskaja-Höhle, Republik Altai

## Thailand
- Banyan-Höhle
- Erawan-Höhle
- Khao-Bin-Höhle Provinz Ratchaburi
- Khao-Thalu-Höhle
- Lang Rongrien
- Lava Höhle (engl. lava cave) im Sai-Yok-Nationalpark Provinz Kanchanaburi
- Pa-Chan-Höhle
- Pha-Chang-Höhle
- Phimaen-Höhle
- Phraya-Nakhon-Höhle im Nationalpark Khao Sam Roi Yot in der Provinz Prachuap Khiri Khan
- Tham Luang

## Türkei
- Altınbeşik-Höhle, Provinz Antalya
- Balatını-Höhle, Provinz Konya
- Büyük-Düden-Höhle, Provinz Konya
- Byzantinische Höhlen, Provinz Ankara
- Damlataş-Höhle, Provinz Antalya
- Gökgöl-Höhle, Provinz Zonguldak
- İndere-Höhle, Provinz Tokat
- Insuyu-Höhle, Provinz Burdur
- İlgarını-Höhle, Provinz Kastamonu
- Karaca-Höhle, Provinz Gümüşhane
- Karain-Höhle, Provinz Antalya
- Kocain-Höhle, Provinz Antalya
- Körukını-Höhle, Provinz Konya
- Korykische Grotten, auch Narlıkuyu-Höhle, Provinz İçel
- Morca-Höhle, Provinz Mersin
- Tilkiler-Höhle, Provinz Antalya
- Tınaztepe-Höhle, Provinz Konya
- Yalan-Dünya-Höhle, Provinz İçel
- Zindan-Höhle, Provinz İsparta

## Vietnam
- Hang Khe Rhy (Ry)
- Phong Nha in Quang Binh
- Sơn-Đoòng-Höhle
- Thiên-Đường-Höhle